# 吉村昌弘
吉村昌弘（1936年10月28日—2003年9月27日），愛媛縣宇和島市出身，是一名日本前男子游泳运动员。他在1956年夏季奥林匹克运动会中，参加了男子200米蛙泳比赛并获得银牌。